# Frida Schmidt
Frida Frederikke Caroline Christiane Schmidt, född 15 augusti 1849 i Middelfart, död 22 januari 1934 i Odense, var en dansk lärare, kvinnosakspolitiker och banbrytande aktivist för Dansk Kvindesamfund på Fyn. 
Hon hjälpte till att etablera Odense- avdelningarna av både Kvindevalgretsforeningen  1889 och Dansk Kvindesamfund 1890. I början av 1890-talet var hon en av de starkaste förespråkarna för antagandet av kvinnlig rösträtt som en del av Odense-avdelningens program, många år innan Dansk Kvindesamfund 1906 tog upp rösträtten i sitt nationella program.

## Biografi
Frida Schmidt föddes i Middelfart 1849 som det fjärde av tio barn till advokaten och tingsrättsåklagaren Lorentz Lorentzen Schmidt (1816–1867) och Elisabeth Vanting (1819–1902). 
Efter konfirmationen 1864 arbetade hon på sin fars kontor, tog diktering och hanterade korrespondens, vilket ännu var ovanligt för unga kvinnor på den tiden, då kvinnliga kontorister bara precis hade börjat uppkomma som yrke.
Hånad av företagets kunder och oförmögen att vara ett juridiskt vittne för dokument, blev hon medveten om andra klassens status för kvinnor i dåtidens samhälle. 
Hon lärde sig om kvinnors rättigheter genom Ida Falbe-Hansen, som hon lärde känna, och Henrik Ibsens verk. 1867 utbildade hon sig till lärare i Köpenhamn vid N. Zahles skola, och 1873 blev hon föreståndare för Mathiasens flickskola i Middelfart. 
Hon flyttade med sina föräldrar till Odense, men hade svårt att hitta en lärartjänst. Som ett resultat av detta undervisade hon i språk vid N. Zahles Skole, och så småningom öppnade hon tillsammans med en av sina systrar Eugenie Schmidts Handelsskole i Odense. Hon undervisade där i 34 år, och introducerade ett då helt nytt ämne: samhällskunskap. 
Hon var medgrundare av Odense- avdelningarna av både Kvindevalgretsforeningen  1889 och Dansk Kvindesamfund 1890. 
Frida Schmidt dog i Odense den 22 januari 1934. 